# 우주 대양

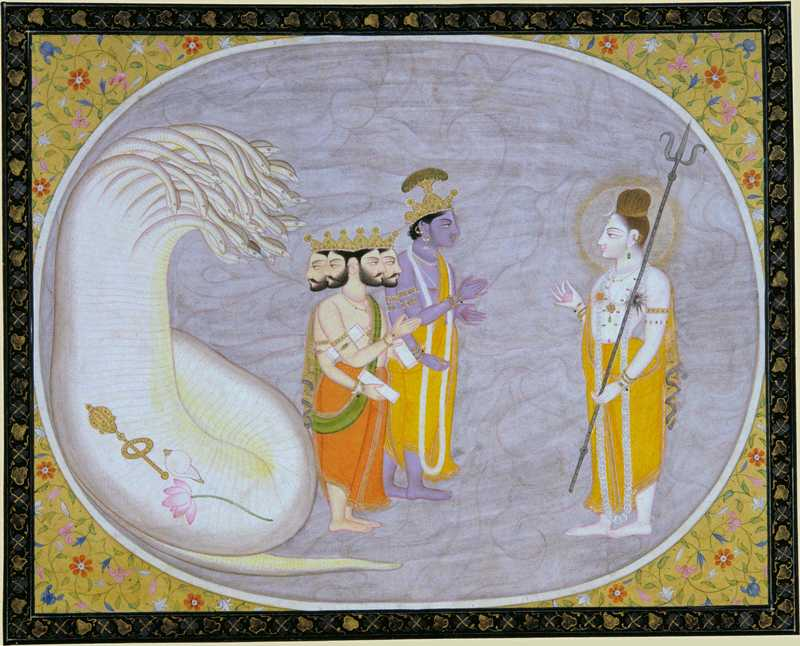
우주 대양은 브라흐마, 비슈누, 시바를 드러낸다 (불투명 수채화와 금, 샌디에이고 박물관, 1835).

우주 대양(Cosmic ocean), 우주 바다(Cosmic sea), 원시 해수(Primordial waters), 또는 천상의 강(celestial river)은 광대한 원시 대양에 둘러싸인 세계 또는 우주 (계통)를 나타내는 신화적 모티프이다. 많은 문화와 문명에서 발견되는 우주 대양은 지구가 창조되기 전에 존재한다. 원시수로부터 지구와 전체 우주가 발생했다. 우주 대양은 혼돈을 나타내거나 구현한다.
우주 대양은 야지디즘, 알레비파, 이집트 신화, 그리스 신화, 가나안 신화, 인도 신화, 고대 이란 신화, 수메르, 조로아스터교, 로마 신화 및 기타 여러 세계 신화에서 나타난다.
일부 창조 신화에서 대양의 우월성은 세계 대양에 둘러싸인 육지의 우주론적 모델과 일치한다. 하늘은 종종 상위 바다와 같은 것으로 여겨진다. 수성 혼돈의 개념은 또한 초기에 발생한 전 세계적 홍수의 광범위한 모티프의 기초가 된다. 물에서 지구의 출현과 전 세계적 홍수 또는 지하수의 억제는 일반적으로 우주적 질서화의 요소로 제시된다.

## 배경
창조 신화에서 원시수는 종종 전체 우주를 채웠으며 신들의 첫 번째 원천으로 묘사된다. 창조 행위는 둘러싸인 물로부터 분리된 거주 가능한 공간을 설정하는 것이다. 우주 대양은 창조 전 우주의 형태이다.
대양은 끝없이, 무질서하며, 조직화되지 않고, 무정형이며, 형태가 없고, 위험하고, 무서운 존재이다. 일부 신화에서는 바다의 질서 있는 리듬과는 반대되는 불협화음이 언급된다.
혼돈은 물이나 물과 불의 무질서한 상호작용으로 의인화될 수 있으며, 혼돈이 질서로 변하는 것은 물에서 육지로의 전환이기도 하다. 많은 고대 우주론 신화에서 대양과 혼돈은 동등하며 서로 분리될 수 없다. 대양은 육지가 출현한 후에도 공간 밖에 남아 있다. 동시에 대양이 생성하는 능력은 대양에서 지구의 출현과 대양에서 생성 과정을 촉진하거나 반대로 "옛 질서"를 열렬히 방어하고 탄생 사슬의 시작을 막는 신화적 생명체의 존재에서 실현된다.

## 공통적인 주제

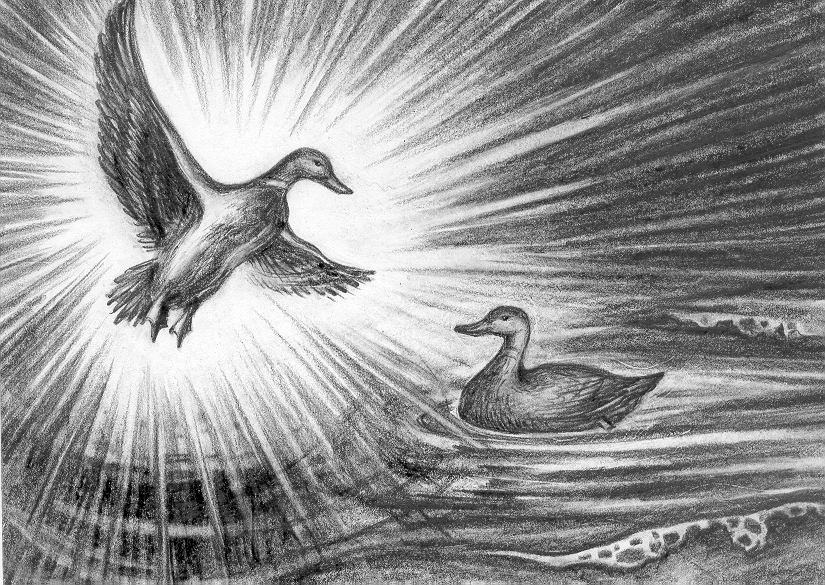
마리인들의 창조 신화에서 쿠구-유모와 그의 형제 조인 (키자마트)이 오리 형태로 대양의 물 위에 평화를 이룬다.

유리 E. 베레즈킨과 E. N. 두바킨은 원시수의 모티프를 다음과 같이 일반화한다. "물은 원시적이다. 지구는 물에 떠오르거나, 물 위로 나타나거나, 물이나 진흙 표면에 놓인 단단한 조각에서 자라거나, 대양의 섬에서 나타나거나, 물이 가라앉았을 때 드러난다 등등."
지구가 솟아나거나 창조되는 원천인 원소로서 대양의 원시성이라는 개념은 보편적으로 퍼져 있다. 이러한 표상은 세계의 많은 신화에 존재한다.
아시아와 북아메리카에서는 어스-다이버 신화가 발견된다. 이 신화에서 창조신은 우주 대양에 잠수하여 지구를 끌어올리고 형성한다. 원시 대양에서 흙덩이를 잡아 올리는 잠수하는 새는 종종 아메리카 원주민과 시베리아인의 신화에 나타난다. 토템 신화에서는 새 인간이 종종 조상으로 묘사된다. 알은 창조 신화의 흔한 주제이다. 물새가 바다에서 진흙을 추출하고, 그 진흙에서 점차적으로 육지가 창조된다.
폴리네시아 신화에서 마우이는 섬들을 낚는다. 스칸디나비아 신화에서 신들은 지구를 들어 올리고, 토르는 대양 바닥에서 요르문간드를 낚아 올린다. 고대 이집트 신화에서는 지구가 스스로 언덕 형태로 표면으로 올라온다. 힌두교 브라마나에서는 브라흐마가 프라자파티로서 멧돼지의 형태를 취하여 물에서 지구를 꺼냈다고 전해진다.
무한하고 영원한 원시 대양 또는 바다의 이미지가 있는 많은 아시아 국가의 신화에는 하늘에서 내려와 철제 몽둥이, 창 또는 다른 물건으로 대양의 물을 휘젓는 천상의 존재에 의해 지구가 창조된다는 모티프가 있다. 이로 인해 응축이 일어나 지구가 탄생한다. 일본 신화에서는 일본 열도가 신들(이자나기와 이자나미)의 창으로 대양의 물을 휘저어 생긴 더러운 거품에서 솟아났다고 한다. 몽골 민족의 신화에서는 대양의 물을 압축하는 역할이 바람에 의해 수행되어 특별한 우유빛 물질을 만들어내고, 이것이 나중에 지구의 지각이 된다. 칼미크족에 따르면 식물, 동물, 사람, 신들은 이 우유빛 액체에서 태어났다. 인도 신화에는 대양을 젓는 것에 대한 비슷한 이야기가 있다.

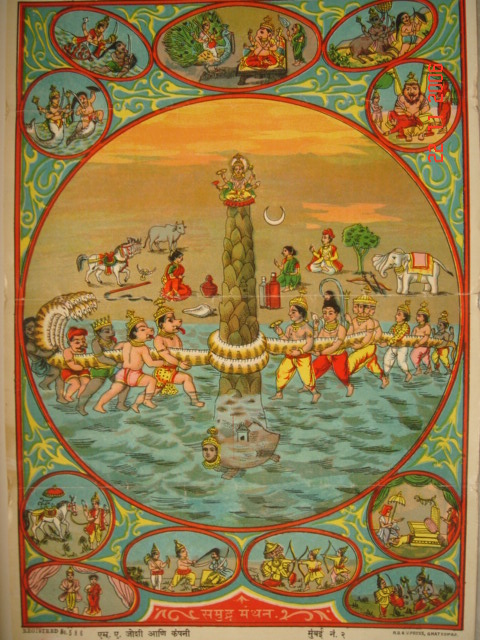
힌두 신화에서 대양을 휘젓는 모습을 보여주는 석판화.

세계 대양에 대한 신화는 지구가 이미 창조되었을 때 대양의 억제에 대한 신화와 대양이 분할되지 않은 지배권을 되찾으려는 시도에 대한 신화와 보편적으로 함께 나타난다. 중국 신화에는 대양의 물의 방향을 결정하고 과도한 물을 제거하는 거대한 함몰 또는 구덩이의 개념이 있다. 많은 신화에는 홍수에 관한 수많은 서사가 있다.
두 가지 유형의 신화(예: 오세아니아)의 대립이 알려져 있다. 즉, 대양에 잠기는 지구에 대한 신화와 대양이 물러나는 신화이다. 첫 번째 유형의 예는 이 이스터섬에 기록된 이 섬의 기원에 대한 전설이다. 응가나산족의 창조 신화에서는 처음에 지구가 완전히 물로 덮여 있었고, 그 다음 물이 가라앉아 샤이탄 산등성이 코이카-모우의 꼭대기를 드러낸다. 첫 두 사람, 즉 남자와 여자가 이 봉우리에 떨어진다. 투아모투 제도의 창조 신화에서 창조자 타네("물을 흘리는 자")는 물의 주인 푸네의 물 속에서 세상을 창조하고, 지구 창조를 시작하는 빛을 불러냈다.
뱀과의 우주론적 투쟁과 그 죽음이라는 모티프는 물의 혼돈을 억제하는 측면에서 널리 퍼져 있다. 대부분의 신화에서 뱀은 물과 관련되어 있으며, 종종 물의 약탈자로 묘사된다. 뱀은 홍수나 가뭄, 즉 물 "균형"의 측정 위반으로 위협한다. 우주는 질서와 측정과 동일시되므로 혼돈은 측정 위반과 관련된다. 이집트의 라(Ra)는 지하 뱀 아펩과 싸워 죽이고, 힌두교의 인드라는 뱀의 모습을 취한 악마 브리트라와 싸워 죽이며, 메소포타미아의 에아, 닌우르타, 이슈타르는 쿠르와 싸워 죽이고, 이란의 티슈트리(시리우스)는 데바 아포쉬와 싸워 아포쉬를 죽인다. 죽은 아펩, 브리트라, 쿠르, 아포쉬는 우주수를 억제한다. 마르두크는 암흑 혼돈의 물의 신이자 뱀의 모습을 취한 조상 티아마트와 압수를 패배시키고 죽인 후 다시 살려낸다. 가나안 신화에는 가나안 신들이 괴물 뱀(라합, 테홈, 레비아탄)과 싸우는 이야기가 있는데, 이들 또한 물의 혼돈을 나타내며 이 괴물 뱀들은 모두 가나안 신들에 의해 죽임을 당한다. 우의 영웅적인 우주적 홍수와의 투쟁은 간교한 물의 주인 궁궁과 그의 "친한 동료"인 아홉 머리 상류를 죽이는 것으로 끝난다.
형태 없는 물의 원소에서 육지로의 전환은 혼돈을 공간으로 변환하는 데 필요한 가장 중요한 행위이다. 같은 방향으로 다음 단계는 하늘과 지구의 분리인데, 이는 아마도 하늘을 대양과 처음부터 동일시했음을 감안할 때 첫 번째 행위와 본질적으로 일치할 것이다. 그러나 먼저 아래로, 그리고 위로의 행위의 반복은 세 가지 영역, 즉 지상, 천상, 지하 영역의 할당으로 이어졌으며, 이는 이진 분할에서 삼위일체로의 전환을 나타낸다. 중간 영역인 지구는 아래의 물 세계와 위의 하늘 세계에 대립한다. 지구와 하늘 사이에 필요한 공간을 포함하는 삼분법적 우주 체계가 발생한다. 이 공간은 종종 세계수로 표현된다. 지구와 하늘은 거의 보편적으로 여성과 남성, 즉 신생 또는 신우주론적 과정의 시작에 서 있는 부부로 표현된다. 동시에 여성과 남성 원리는 물의 원소 및 혼돈과 관련되어 있으며, 일반적으로 "문화"보다는 "자연" 측면에서 구상된다.
혼돈에서 비롯된 신화적 생물들은 패배하고 승리하며, 묶이고 풀리고, 전복되고 복원되지만, 항상 우주의 변두리, 대양의 해안을 따라, 지하 "하위" 세계, 지상 "상위" 세계에 계속 존재한다. 다른 악한 생물들도 이 신화들에서 신들에 의해 죽임을 당했다. 예를 들어, 스칸디나비아 신화에서는 서리 거인이 시간보다 앞서며, 공간에서는 지구 원의 변두리, 추운 곳, 대양 근처에 위치한다.

## 세계 문화에서

### 이집트 신화
고대 이집트 신화에서 우주는 처음에 거대한 혼돈의 우주 대양으로만 구성되어 있었고, 그 대양 자체는 누라고 불렸다. 이 신화의 일부 버전에서는 시간의 시작에 그녀의 뿔 사이에 태양 원반을 가진 암소로 묘사된 메헷-웨레트(Mehet-Weret)가 태양을 낳았는데, 이 태양은 창조의 물에서 솟아났으며 일부 신화에서는 태양신 라를 낳았다고 한다. 우주는 광대한 원시수에 둘러싸여 있었고, 피라미드 모양의 언덕인 벤벤(Benben)이 이 원시 혼돈 속에서 나타났다. 벤벤에는 연꽃이 있었고, 이 연꽃이 피어나자 라가 나타났다. 태양의 출현에 대한 여러 버전이 있었는데, 언덕에서 직접 나오거나 언덕에서 자란 연꽃에서 백로, 매, 풍뎅이 또는 인간 아이의 형태로 나타났다고 한다. 헬리오폴리스에서는 창조가 태양신 라의 한 형태인 아툼에게 귀속되었는데, 그는 누의 물 속에 비활성 잠재적 존재로 존재했다고 한다.
혼돈의 개념은 어원적으로 어둠과 관련되지만, 주로 원시 대양(누)의 형태를 한 물의 혼돈 또는 헤르모폴리스 버전에서는 그 다양한 측면을 나타내는 네 쌍의 원시 신적 존재와 관련이 있다. 원시 언덕은 헬리오폴리스에서 창조신인 태양신 라와 태양 여신 라에트(Raet)의 장소이다. 물의 혼돈은 그것에서 솟아나는 첫 번째 지상 언덕에 의해 대립되며, 이는 헬리오폴리스에서 라와 관련되고, 멤피스와 테베에서는 각각 프타와 세크메트, 아문과 아무네트가 창조신으로 관련된다. 처음에 존재했던 대양은 "신들의 아버지와 어머니"라고 불리는 누와 누네트(Nunnet)라는 두 원시 신을 포함한다. 역사 시대에는 지하에 위치한 대양이 나일강을 낳았다. 헤라클레오폴리스 버전의 신화에서는 대양과 혼돈 사이의 내적 연관성이 언급된다.

### 그리스-로마 신화

헤카타이오스의 세계 지도 재구성본. 내륙해와 외부 대양을 포함한 아시아, 아프리카, 유럽을 보여준다.

고대 그리스-로마 신화의 대양에 대한 사상은 대양의 이미지가 "전과학적" 연구와 자연철학의 대상이 될 때 유형학적으로 더 발전된 단계를 보여준다. 오케아노스는 무엇보다도 지구와 하늘을 바다로 둘러싸고, 세계의 모든 강, 샘, 해류 및 바다를 낳으며(XXI 196), 태양, 달, 별 및 행성들의 피난처로, 그들 모두가 대양에서 떠오르고 그 안에 진다(VII 422; VIII 485)는 가장 위대한 세계의 강(Hom. Il. XIV 245)으로 제시된다. 오케아노스 강은 바다와 접하지만 섞이지는 않는다. 서쪽, 동쪽, 북쪽, 남쪽의 가장자리에서 대양은 생명의 세계와 죽음의 세계 사이의 경계를 씻어낸다.
호메로스에 따르면, 오케아노스는 세계를 둘러싼 강이다. 신통기 282에서 헤시오도스는 페가수스라는 이름이 고대 그리스어 πηγή - pēgē '샘, 우물'에서 유래했다는 민간어원을 제시하는데, 이는 그리스-로마 신화에 나오는 신성한 날개 달린 신화 속 말이 태어난 "오케아노스의 샘"을 가리킨다. 호메로스와 헤시오도스에 따르면, 오케아노스와 테티스는 많은 신들의 조상인 신성한 살아있는 존재이지만(Hom. Il. XIV 201, 246), 오케아노스와 테티스에게도 부모가 있었다. 헤시오도스에 따르면, 오케아노스와 테티스는 원시 신인 우라노스와 가이아의 아들이자 딸이다(신통기 133). 오케아노스는 테티스의 형제이자 남편으로, 그와 그녀는 모든 강과 물을 낳았다. 즉, 삼천 명의 딸 오케아니스(Oceanids)와(신통기 346–364) 삼천 명의 아들 포타미드(Potamids)를 낳았다(신통기 367–370). 신들은 오케아노스와 테티스를 나이든 부모로 존경하며, 그와 그녀가 홀로 살지라도 보살핀다. 오케아노스와 테티스는 티탄과 올림포스 신들의 전투에 참여하지 않았고, 그리하여 올림포스 신들과 티탄 및 다른 신들의 권위와 신뢰를 유지했다. 오케아노스와 테티스는 브론테스의 현명한 아내이자 그와 함께 아테나와 포루스의 어머니인 메티스의 아버지이자 어머니이다(Apollod. I 2, 1). 평화롭고 친절한 것으로 알려져 있으며(에우리피데스는 그들이 프로메테우스가 올림포스 신들과 티탄 및 다른 신들에 의해 나중에 풀려나기 전까지 프로메테우스와 올림포스 신들을 화해시키려 했으나 실패했다고 말한다; 결박된 프로메테우스 284–396). 헤로도토스는 오케아노스에 대한 신화적 개념을 시적 발명으로 비판한다(Herodot. II, 23, 또한 IV 8, 36 등 참조). 에우리피데스는 대양을 바다라고 불렀다(오레스테스 1376). 그 이후로 대양인 큰 바다와 내륙 바다를 구분하는 경향이 확립되었다. 후에 에우리피데스는 대양을 부분으로 나누기 시작한다: 에티오피아 대양, 에리트레아 대양, 갈리아 대양, 게르만 대양, 북극 대양 등.

### 힌두 신화
인도 신화에서는 어둠과 심연의 개념뿐만 아니라 밤 또는 혼돈에 의해 생성된 원시수의 개념이 있다. 고대 인도 대양 신화에는 전형적인 모티프와 독창적인 모티프가 모두 포함되어 있다. 리그베다의 열 번째 만달라에서는 우주의 원래 상태가 존재하는 것과 존재하지 않는 것, 그 위의 공역과 하늘, 죽음과 탄생, 낮과 밤의 부재를 나타내지만, 물과 무질서한 움직임의 존재를 보여준다. 영원한 대양의 물 속에는 열의 힘에 의해 생성되고 다른 모든 것을 낳는 생명을 주는 원리가 있었다. 리그베다의 다른 만달라에는 다른 버전이 포함되어 있다. "불붙은 열에서 법과 진실이 태어났다." 따라서 거친 대양이 생겨났다. 격동하는 대양에서 낮과 밤을 나누는 1년이 태어났다. "리그베다"는 대양의 생성력("다중적"이고, 첫 확산에서 울부짖으며, 창조물을 낳고, 부를 가져다주는 존재), 깊이에서 흐르는 수천 개의 물줄기를 반복적으로 언급하며, 대양이 강들의 배우자라고 말한다. 우주 대양은 우주의 틀을 형성하여 혼돈과 분리한다. 대양은 신 바루나와 여신 바루니가 지배한다. 바루나와 바루니는 대양 물의 파괴적이고 통제할 수 없는 힘뿐만 아니라 사람들에게 부를 가져다주는 비옥한 물과도 관련이 있다.
우주 대양 휘젓기는 물과 불의 요소 간의 대립 모티프를 담고 있다. 빠른 회전의 결과로 소용돌이가 불붙어 만다라산이 되지만, 나무와 풀은 말라가는 대양에 즙을 방출한다. 이 모티프는 불의 도움으로 원시 대양의 일부를 말려 지구를 위한 공간을 확보하는 천상의 존재에 의한 지구 창조에 대한 퉁구스 신화와 유사하다. 세계 대양의 주제와 관련하여 물과 불의 투쟁 모티프는 다른 전통에서도 나타난다.
힌두 신화는 창조신 비슈누와 창조 여신 락슈미가 연꽃 속 원시수에 떠다니는 모습과, 뱀 셰샤 위에 브라흐마, 시바, 사라스바티, 파르바티가 또한 원시수 속에서 함께 창조신인 모습이 특징적이다.
쿠르마는 거북으로도 알려져 있으며, 다샤바타라에서 비슈누의 두 번째 아바타라이다. 그는 사무드라 만타나 동안 우주 대양을 휘젓는 모습으로 묘사된다. 비슈누는 힌두 신화에서 이 사건 동안 우주 대양을 휘젓는 데 사용되는 막대기를 지탱하기 위해 거북의 모습을 취한다.

### 유대 신화
창세기의 성경적 세계 창조 이야기에 따르면, 상위 대양(히브리어: המים העליונים)은 창공 위에 위치한 물을 의미한다. 이 물들은 창조 둘째 날에 하느님에 의해 하위 대양(히브리어: המים התחתונים)으로부터 분리되었으며, 이는 천지창조에 묘사되어 있다. 창공(하늘)은 위쪽 물과 아래쪽 대양의 물 사이의 경계 역할을 한다.

### 페르시아 신화
프락스카드(팔레비어: plʾhwklt, 아베스타어: 보루카샤; 중세 페르시아어로는 바르카쉬(Warkaš)라고도 불림)는 페르시아 신화에 나오는 우주 대양이다.

### 가나안 신화
창세기의 첫 번째 창조 이야기에서 세상은 물이나 테홈 내부에 공간으로 창조되었으며, 따라서 물에 둘러싸여 있다. "야훼께서 말씀하시기를, '물 한가운데 궁창이 있어 물과 물을 나누게 하라'" (Genesis 1:6). 이 상위 물은 구름 속에 있는 물을 의미하는 것이 분명하다. 그러나 우주 대양이 짙은 구름에 싸여 있었음을 나타내는 지점들도 있다.
출애굽기에서 우주 대양은 얌 수프이며 출애굽기 15장 4절에 언급되어 있다. 파라오의 군대는 이 "멸망의 바다"에 던져졌고 파라오의 전 군대가 그 속에서 죽었다. 야훼는 이 바다에서 이집트를 일으켜 세운다. 사르곤 2세 왕은 이 우주 대양에서 무기를 씻었다고 전해진다. 우주 대양은 여호수아 1장 4절에서 다시 언급되며 우주의 경계로 표시된다.
노아의 방주 신화에서는 40일 밤낮 동안 비가 내리면서 우주 대양이 지구를 범람시킨 후 원래 자리로 물러난다.

### 수메르 신화

압수 (설형 문자)

수메르 신화에는 원시 바다 심연인 압수의 이미지가 있었는데, 그곳에 관개지에서 땅, 담수, 농업을 대표하는 신들 중 가장 활동적인 에아가 거주했다. 처음에 세계의 모든 공간은 시작도 끝도 없는 대양으로 채워져 있었다. 아마도 그것은 영원하다고 믿어졌을 것이다. 그 심연에는 원시 어머니 남무가 숨어 있었다. 그녀의 자궁 속에서 반구 형태의 우주 산이 생겨났고, 그것은 나중에 땅이 되었다. 반구를 수직으로 둘러싼 반짝이는 주석 아치는 나중에 하늘이 되었다. 바빌로니아 버전에서는 끝없는 원시 대양에 원시 아버지 압수와 원시 어머니 티아마트라는 두 괴물 외에는 아무것도 없었다.

### 조로아스터교
보루카샤는 조로아스터교 신화에 나오는 천상의 바다 이름이다. 이것은 아후라 마즈다에 의해 창조되었으며 그 중앙에는 하르비스프토흠(Harvisptokhm) 또는 "모든 씨앗의 나무"가 서 있었다.
벤디다드에 따르면, 아후라 마즈다는 세계를 정화하기 위해 보루카샤의 깨끗한 물을 지구로 내려 보냈고, 그 물을 천상의 바다 푸이티카로 돌려보냈다. 이 현상은 나중에 조수의 밀물과 썰물로 해석되었다. 보루카샤의 중앙에는 하르비스프토흠(Harvisptokhm) 또는 "모든 씨앗의 나무"가 위치해 있었는데, 이 나무에는 세계의 모든 식물 씨앗이 들어 있었다. 나무 위에는 새 시남루가 있는데, 이 새가 앉을 때 가지가 부러지고 씨앗이 사방에 뿌려진다.
보루카샤의 중심에는 "치유 식물의 왕"으로 여겨지는 가오케레나(Gaokerena) 또는 "하얀 하오마"도 자란다. 이 나무는 만 그루의 다른 치유 식물에 둘러싸여 있다.
후대에 보루카샤는 페르시아만과 푸이티카는 오만만과 연결되었다.

## 같이 보기
- 압
- 원질
- 다나바
- 다누 (아수라)
- 에를리크
- 창공
- 헤흐
- 헤리샤프
- 라사 (강)
- 사무드라
- 바다 (천문학)
- 갈대 바다
- 스틱스
- 테홈
- 언체길라

## 참고 문헌
- Beryozkin, Yury; Duvakin, Evgeny Nikolaevich (2021). “Тематическая классификация и распределение фольклорно-мифологических мотивов по ареалам” [민속 및 신화 모티프의 주제별 분류 및 지역별 분포]. 《B3A. Primary waters, A810》 (러시아어).
- Laser, Tammy (2014). 《Gods & Goddesses of Ancient India》. Encyclopaedia Britannica. ISBN 978-1-62275-391-8.
- Darmesteter, James (1880). 《성스러운 동방의 책》. 옥스퍼드 대학교 출판부. Vol 4: 아베스타, Part I: 벤디다드
- Greenwood, Kyle (2015). 《Scripture and Cosmology: Reading the Bible Between the Ancient World and Modern Science》. InterVarsity Press. 63쪽. ISBN 978-0-8308-9870-1.
- Korsh, M. (1894).  A. S. Suvorina, 편집. 《Краткий словарь мифологии и древностей》 [신화 및 고대 유물 간략 사전].
- Meletinsky, Yeleazar (2006). “ХАОС И КОСМОС. КОСМОГЕНЕЗ” [혼돈과 우주| 우주발생론]. 《신화의 시학》 (러시아어). 2019년 3월 6일에 원본 문서에서 보존된 문서. 2019년 3월 6일에 확인함.
- Buxton, Richard G.A.; Smith, Jonathan Z.; Bolle, Kees W. (2022년 11월 11일). 〈myth〉. 《Encyclopedia Britannica》.
- 〈nature worship〉. 《Encyclopedia Britannica》. 2023년 4월 15일.
- Stiessel, Lena (1995). 《Skapelsemyter från hela världen》 (스웨덴어). Almquist & Wiksell. ISBN 91-21-14467-2.
- Stoyanov, Yuri (February 2001). 《Islamic and Christian heterodox water cosmogonies from the Ottoman period—paralleles and contrasts》. 《Bulletin of the School of Oriental and African Studies》 64. 19–33쪽. doi:10.1017/S0041977X01000027. JSTOR 3657539. S2CID 162583636. INIST:1157309 ProQuest 214039469. |id=에 templatestyles stripmarker가 있음(위치 160) (도움말)
- Takho-Godi, Aza (2008). Океан [오케아노스].   S. A. 토카레프. 《세계 민족 신화 백과사전》. 모스크바: 소비에트 백과사전. 2019년 3월 6일에 원본 문서에서 보존된 문서.
- Toporov, Vladimir (2008). “Океан Мировой” [세계 대양]. 《세계 민족의 신화: 백과사전.》 (러시아어). 751–752쪽. 2013년 3월 13일에 원본 문서에서 보존된 문서.
- Wyatt, Nicolas (2001). 《Space and Time in the Religious Life of the Near East》. A&C Black. 55–133쪽. ISBN 978-0-567-04942-1.